# Billy Glenn
Pour les articles homonymes, voir Glenn.

a Compétitions nationales et continentales officielles uniquement.

b Matchs officiels uniquement.
William Spiers « Billy » Glenn, né le 21 février 1877 à Greymouth (Nouvelle-Zélande) et décédé le 5 octobre 1953 à Wanganui (Nouvelle-Zélande), est un joueur de rugby à XV qui a joué avec l'équipe de Nouvelle-Zélande. Il évolue au poste de troisième ligne aile (1,80 m pour 82 kg).

## Carrière
Il a disputé son premier test match avec l'équipe de Nouvelle-Zélande le 13 août 1904 contre les Lions britanniques. Son dernier test match a lieu contre l'équipe de France le 1er janvier 1906.
Il participe à la tournée des Originals, équipe représentant la Nouvelle-Zélande en tournée en Grande-Bretagne en 1905, en France et en Amérique du Nord en 1906. Il n'est pas dans l'équipe-type et compte tenu de blessures, il ne dispute que 13 des 35 matchs de la tournée.

## Palmarès

### En équipe nationale
- 2 sélections avec l'Équipe de Nouvelle-Zélande de rugby à XV
- Sélections par année : 1 en 1904, 1 en 1906
- Nombre total de matchs avec les All Blacks : 19